# Fußball-Club Augsburg 1907 1999-2000
Questa voce raccoglie le informazioni riguardanti il Fußball-Club Augsburg 1907 nelle competizioni ufficiali della stagione 1999-2000.

## Stagione
Nella stagione 1999-2000 l'Augusta, allenato da Alfons Higl e Hans-Jürgen Boysen, concluse il campionato di Regionalliga sud all'8º posto.

## Rosa
| N. |                        | Ruolo | Calciatore            |
| -- | ---------------------- | ----- | --------------------- |
|    | Germania (bandiera)    | P     | Christian Krieglmeier |
|    | Germania (bandiera)    | P     | Thomas Richter        |
|    | Germania (bandiera)    | D     | Marian Dischl         |
|    | Germania (bandiera)    | D     | Günter Heberle        |
|    | Germania (bandiera)    | D     | Alexander Malchow     |
|    | Germania (bandiera)    | D     | Christoph Merkle      |
|    | Germania (bandiera)    | D     | Stefan Mittelbach     |
|    | Germania (bandiera)    | D     | Patrick Neumann       |
|    | Germania (bandiera)    | D     | Stefan Thiel          |
|    | Croazia (bandiera)     | C     | Dragan Antić          |
|    | Turchia (bandiera)     | C     | Bülent Arslan         |
|    | Germania (bandiera)    | C     | Heiko Baumgärtner     |
|    | Germania (bandiera)    | C     | Andreas Bluhm         |
|    | Germania (bandiera)    | C     | Peter Gartmann        |
|    | Stati Uniti (bandiera) | C     | Grover Gibson         |

| N. |                     | Ruolo | Calciatore       |
| -- | ------------------- | ----- | ---------------- |
|    | Turchia (bandiera)  | C     | Necip Incesu     |
|    | Germania (bandiera) | C     | Andreas Kühnl    |
|    | Germania (bandiera) | C     | Volker Lindinger |
|    | Germania (bandiera) | C     | Manuel Majunke   |
|    | Germania (bandiera) | C     | Sven Müller      |
|    | Romania (bandiera)  | C     | Rudolf Rancz     |
|    | Germania (bandiera) | C     | Oliver Remmert   |
|    | Germania (bandiera) | C     | Alexander Rosen  |
|    | Germania (bandiera) | C     | Thomas Wörle     |
|    | Ghana (bandiera)    | A     | Joseph Aziz      |
|    | Germania (bandiera) | A     | Herbert Obele    |
|    | Germania (bandiera) | A     | Werner Rank      |
|    | Nigeria (bandiera)  | A     | Samuel Taubmann  |
|    | Germania (bandiera) | A     | Carsten Traber   |

## Organigramma societario
Area tecnica
- Allenatore: Hans-Jürgen Boysen, Dieter Schatzschneider
- Allenatore in seconda:
- Preparatore dei portieri:
- Preparatori atletici:
- Analisi video:

## Calciomercato

### Sessione estiva
| Acquisti | Acquisti          | Acquisti              | Acquisti |
| R.       | Nome              | da                    | Modalità |
| -------- | ----------------- | --------------------- | -------- |
| C        | Alexander Rosen   | Eintracht Francoforte |          |
| C        | Dragan Antić      | Apollōn Smyrnīs       |          |
| A        | Joseph Aziz       | Kickers Stoccarda     |          |
| C        | Andreas Bluhm     | Alemannia Aquisgrana  |          |
| C        | Grover Gibson     | Stoccarda II          |          |
| D        | Günter Heberle    | Monaco 1860 II        |          |
| C        | Manuel Majunke    | Stoccarda II          |          |
| D        | Christoph Merkle  | TSV Aindling          |          |
| A        | Michel            | Flamengo              |          |
| D        | Patrick Neumann   | SpVgg Kaufbeuren      |          |
| A        | Herbert Obele     | Augusta U19           |          |
| C        | Rudolf Rancz      | Oldenburg             |          |
| D        | Markus Rosenwirth | SV Lohhof             |          |
| D        | Stefan Thiel      | Bahlinger SC          |          |

| Cessioni | Cessioni         | Cessioni          | Cessioni |
| R.       | Nome             | a                 | Modalità |
| -------- | ---------------- | ----------------- | -------- |
| D        | Daniel Ernemann  | Union Berlino     |          |
| A        | Sercan Güvenışık | Duisburg          |          |
| D        | Carsten Henrich  | SpVgg Landshut    |          |
| C        | Jörg Müller      | Schweinfurt 05    |          |
| D        | James Okoli      | Hertha Berlino II |          |
| C        | Frank Peuker     | Jahn Ratisbona    |          |

### Sessione invernale
| Acquisti | Acquisti          | Acquisti          | Acquisti |
| R.       | Nome              | da                | Modalità |
| -------- | ----------------- | ----------------- | -------- |
| C        | Necip Incesu      | Kickers Offenbach |          |
| C        | Volker Lindinger  | Memmingen         |          |
| D        | Alexander Malchow | Kickers Stoccarda |          |

| Cessioni | Cessioni          | Cessioni       | Cessioni |
| R.       | Nome              | a              | Modalità |
| -------- | ----------------- | -------------- | -------- |
| D        | Markus Rosenwirth | Jahn Ratisbona |          |

## Risultati

### Regionalliga sud

#### Girone di andata
| Arbitro: | Hufgard |

|                        |           |  |
| Majunke 31’ Müller 88’ | Marcatori |  |

| Arbitro: | Brombacher |

|  |           |                              |
|  | Marcatori | 10’ Majunke 75’ (rig.) Thiel |

| Arbitro: | Walz |

|                       |           |  |
| Heberle 23’ Thiel 73’ | Marcatori |  |

| Arbitro: | Viktora |

|                |           |                                  |
| Scheiffele 69’ | Marcatori | 10’ Obele 66’ Heberle 83’ Michel |

| Arbitro: | Hofmann |

|  |           |                          |
|  | Marcatori | 78’ Würll 83’ Hargreaves |

| Arbitro: | Kammerer |

|                           |           |                  |
| Lapaczinski 3’ Djappa 34’ | Marcatori | 46’ (aut.) Traub |

| Arbitro: | Cucak |

|                            |           |                    |
| Morena 13’ (aut.) Dias 56’ | Marcatori | 6’, 52’ Amanatidīs |

| Arbitro: | Pfuhl |

|                                     |           |  |
| Mokhtari 56’ Rüppel 78’ Laviani 90’ | Marcatori |  |

| Arbitro: | Lippus |

|                                   |           |           |
| Dias 2’, 3’ Remmert 86’ Bluhm 90’ | Marcatori | 30’ Fuchs |

| Arbitro: | Wagner |

|                                     |           |  |
| Magdic 14’ Knackmuß 78’ Wohland 89’ | Marcatori |  |

| Arbitro: | Walz |

|                            |           |                           |
| Thiel 34’ (rig.) Rancz 53’ | Marcatori | 44’, 56’ (rig.) Gutberlet |

| Arbitro: | Stark |

|               |           |                  |
| Harlander 43’ | Marcatori | 59’ (rig.) Rosen |

| Arbitro: | Schmidt |

|             |           |                |
| Heberle 32’ | Marcatori | 45’ Schütterle |

| Arbitro: | Frey |

|                          |           |  |
| Bernhardt 33’ Issaka 52’ | Marcatori |  |

| Arbitro: | Fleischer |

|  |           |             |
|  | Marcatori | 44’ Wenczel |

| Arbitro: | Ehing |

|                      |           |            |
| Aziz 61’ Remmert 69’ | Marcatori | 12’ Winter |

| Arbitro: | Welz |

|                             |           |  |
| Seufert 16’ (rig.) Tuma 71’ | Marcatori |  |

#### Girone di ritorno
| Aalen 19 novembre 1999, ore 19:00 CET 18ª giornata | Aalen   | 0 – 0 referto | Augusta | Städtisches Waldstadion (1 400 spett.)\| Arbitro: \| Edinger \| |
| Arbitro:                                           | Edinger |               |         |                                                                 |

| Arbitro: | Kammerer |

|  |           |                      |
|  | Marcatori | 39’ Panait 55’ Mehic |

| Arbitro: | Lange |

|  |           |             |
|  | Marcatori | 40’ Neumann |

| Arbitro: | Viktora |

|                          |           |  |
| Obele 36’ Thiel 80’, 86’ | Marcatori |  |

| Arbitro: | Kircher |

|                          |           |  |
| Würll 27’, 53’ Seitz 75’ | Marcatori |  |

| Arbitro: | Sippel |

|             |           |  |
| Malchow 59’ | Marcatori |  |

| Stoccarda 26 marzo 2000, ore 15:00 CET 24ª giornata | Stoccarda II | 0 – 0 referto | Augusta | Robert-Schlienz-Stadion (450 spett.)\| Arbitro: \| Ortola-Knopp \| |
| Arbitro:                                            | Ortola-Knopp |               |         |                                                                    |

| Arbitro: | Keßler |

|                                   |           |                      |
| Aziz 5’ Rank 18’, 35’ Malchow 26’ | Marcatori | 30’ Rüppel 82’ Costa |

| Arbitro: | Greipl |

|                     |           |             |
| Fuchsbauer 26’, 28’ | Marcatori | 78’ Malchow |

| Arbitro: | Edinger |

|              |           |                                   |
| Rank 1’, 33’ | Marcatori | 25’ Wohland 45’ Stehle 49’ Magdic |

| Arbitro: | Walz |

|  |           |                                     |
|  | Marcatori | 24’ Rancz 66’ Lindinger 67’ Remmert |

| Arbitro: | Frey |

|                      |           |                           |
| Rank 14’ (rig.), 56’ | Marcatori | 12’ Lützler 84’ Harlander |

| Arbitro: | Wezel |

|           |           |          |
| Eller 74’ | Marcatori | 7’ Rancz |

| Augusta 12 maggio 2000, ore 19:30 CEST 31ª giornata | Augusta | 0 – 0 referto | Monaco 1860 II | Rosenaustadion (800 spett.)\| Arbitro: \| Kiefer \| |
| Arbitro:                                            | Kiefer  |               |                |                                                     |

| Arbitro: | Salver |

|  |           |            |
|  | Marcatori | 34’ Arslan |

| Fulda 21 maggio 2000, ore 15:00 CEST 33ª giornata | Borussia Fulda | 0 – 0 referto | Augusta | Sportpark Johannisau (300 spett.)\| Arbitro: \| Hufgard \| |
| Arbitro:                                          | Hufgard        |               |         |                                                            |

| Arbitro: | Buchhart |

|                        |           |                                  |
| Heberle 32’ Arslan 61’ | Marcatori | 64’, 76’ Popov 65’, 85’ Gerhardt |

## Statistiche

### Statistiche di squadra
| Competizione     | Punti | In casa | In casa | In casa | In casa | In casa | In casa | In trasferta | In trasferta | In trasferta | In trasferta | In trasferta | In trasferta | Totale | Totale | Totale | Totale | Totale | Totale | DR |
| Competizione     | Punti | G       | V       | N       | P       | Gf      | Gs      | G            | V            | N            | P            | Gf           | Gs           | G      | V      | N      | P      | Gf     | Gs     | DR |
| ---------------- | ----- | ------- | ------- | ------- | ------- | ------- | ------- | ------------ | ------------ | ------------ | ------------ | ------------ | ------------ | ------ | ------ | ------ | ------ | ------ | ------ | -- |
| Regionalliga sud | 46    | 17      | 7       | 5       | 5       | 29      | 23      | 17           | 5            | 5            | 7            | 14           | 20           | 34     | 12     | 10     | 12     | 43     | 43     | 0  |
| Totale           | 46    | 17      | 7       | 5       | 5       | 29      | 23      | 17           | 5            | 5            | 7            | 14           | 20           | 34     | 12     | 10     | 12     | 43     | 43     | 0  |

### Andamento in campionato
| Giornata  | 1 | 2 | 3 | 4 | 5 | 6 | 7 | 8 | 9 | 10 | 11 | 12 | 13 | 14 | 15 | 16 | 17 | 18 | 19 | 20 | 21 | 22 | 23 | 24 | 25 | 26 | 27 | 28 | 29 | 30 | 31 | 32 | 33 | 34 |
| --------- | - | - | - | - | - | - | - | - | - | -- | -- | -- | -- | -- | -- | -- | -- | -- | -- | -- | -- | -- | -- | -- | -- | -- | -- | -- | -- | -- | -- | -- | -- | -- |
| Luogo     | C | T | C | T | C | T | C | T | C | T  | C  | T  | C  | T  | C  | C  | T  | T  | C  | T  | C  | T  | C  | T  | C  | T  | C  | T  | C  | T  | C  | T  | T  | C  |
| Risultato | V | V | V | V | P | P | N | P | V | P  | N  | N  | N  | P  | P  | V  | P  | N  | P  | V  | V  | P  | V  | N  | V  | P  | P  | V  | N  | N  | N  | V  | N  | P  |
| Posizione | 3 | 2 | 1 | 1 | 2 | 4 | 5 | 8 | 5 | 6  | 6  | 8  | 8  | 8  | 11 | 9  | 11 | 12 | 14 | 11 | 8  | 11 | 9  | 9  | 6  | 7  | 10 | 9  | 9  | 9  | 9  | 8  | 8  | 8  |

Legenda:

Luogo: C = Casa; T = Trasferta. Risultato: V = Vittoria; N = Pareggio; P = Sconfitta.

### Statistiche dei giocatori
| D. Antić       | 8  | 0 | 2 | 1 |
| B. Arslan      | 27 | 2 | 2 | 0 |
| J. Aziz        | 16 | 2 | 1 | 0 |
| H. Baumgärtner | 1  | 0 | 0 | 0 |
| A. Bluhm       | 26 | 1 | 2 | 0 |
| L. Dias        | 13 | 3 | 1 | 0 |
| M. Dischl      | 1  | 0 | 0 | 0 |
| P. Gartmann    | 8  | 0 | 1 | 0 |
| G. Gibson      | 26 | 0 | 6 | 2 |
| G. Heberle     | 34 | 4 | 7 | 1 |
| N. Incesu      | 4  | 0 | 0 | 0 |
| C. Krieglmeier | 32 | 0 | 0 | 0 |
| A. Kühnl       | 4  | 0 | 1 | 0 |
| V. Lindinger   | 11 | 1 | 2 | 0 |
| M. Majunke     | 11 | 2 | 3 | 0 |
| A. Malchow     | 13 | 3 | 2 | 0 |
| C. Merkle      | 10 | 0 | 2 | 0 |
| M. Michel      | 7  | 1 | 0 | 0 |
| S. Mittelbach  | 8  | 0 | 1 | 0 |
| S. Müller      | 27 | 1 | 6 | 1 |
| P. Neumann     | 31 | 1 | 4 | 0 |
| H. Obele       | 19 | 2 | 3 | 1 |
| R. Rancz       | 15 | 3 | 4 | 0 |
| W. Rank        | 9  | 6 | 1 | 0 |
| O. Remmert     | 31 | 3 | 7 | 1 |
| T. Richter     | 2  | 0 | 0 | 0 |
| A. Rosen       | 20 | 1 | 3 | 0 |
| M. Rosenwirth  | 8  | 0 | 0 | 0 |
| S. Taubmann    | 1  | 0 | 0 | 0 |
| S. Thiel       | 25 | 5 | 4 | 0 |
| C. Traber      | 18 | 0 | 0 | 1 |
| T. Wörle       | 2  | 0 | 0 | 0 |